# St.-Stephan-Kirche (Königsberg)

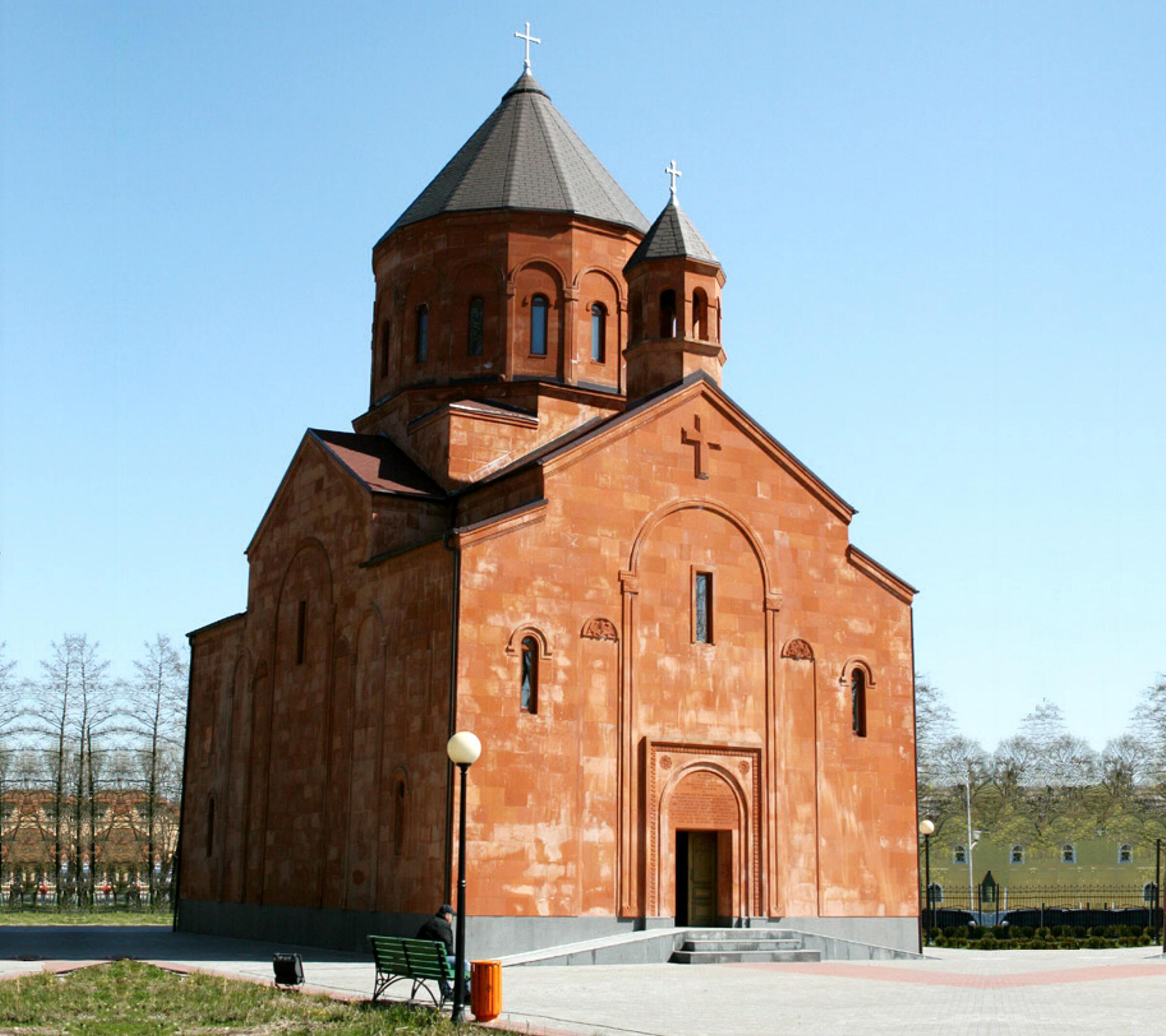
Hl.-Stefanus-Kirche

Die Kirche des Heiligen Stapanos (armenisch Կալինինգրադի Սուրբ Ստեփանոս եկեղեցի Galininkrati Surp Sdebanos Egeghedzi) ist eine armenisch-apostolische Kirche in Königsberg (heute Kaliningrad), die dem Heiligen Stafanus Sjunetsi gewidmet ist. Es ist die erste armenische Kirche, die im Baltikum-Skandinavien errichtet wurde, und zählt zur Diözese „Nor-Nachitschewan und Russland“.
Die Kirche wurde auf Initiative des Armeniers Felix Geworkjan und des Lukoil-Generaldirektors des Königsberger Ölfelds, Juri Stepanowitsch Kadschojan, errichtet. Architekt war Ruben Azatjan. Finanziert wurde der Bau von der armenischen Gemeinde Königsbergs, der Union der Armenier Russlands sowie von Hilfsorganisationen. Am 14. Oktober 2006 wurde die Kirche eingeweiht. Ezras Nersissjan wurde im Namen des Katholikos Aller Armenier, Karekin II. Nersissian, Bischof. Die Weihe erfolgte in Anwesenheit des Generalkonsuls der Republik Armenien in Sankt Petersburg, Ruben Hakobjan, des Vizepräsidenten der Union der Armenier Russlands, Herman Ananjanz, sowie Abgeordneter der Regional- und Stadtduma, des Ministers der Oblastverwaltung Königsbergs, Leitern verschiedener Firmen, Unternehmen und Wirtschaftsorganisationen, sowie von Vertretern der national-kulturellen Autonomie der Oblasts.
Die Höhe der im traditionellen armenischen Stil errichteten Stefanuskirche beträgt 21 Meter, das Kirchengelände fasst 280 Quadratmeter. Die Kirche fasst 200 Gläubige. Das Innere der Kirche besteht aus rotem Tuffstein und Reliefs, die von Meistern aus Armenien geschnitzt wurden. Die Gesamtfläche der Gemeinde fasst 1 Hektar.